# Serge Robert
Serge Robert (ur. 2 maja 1963) – francuski zapaśnik w stylu klasycznym. Dwukrotny olimpijczyk. Odpadł w eliminacjach turnieju w Seulu 1988 i jedenasty w Barcelonie 1992. Startował w kategorii 52 kg.
Zajął czwarte miejsce na mistrzostwach świata w 1987. Piąty w mistrzostwach Europy w 1986. Srebrny medal na igrzyskach śródziemnomorskich w 1988 i 1991 roku. Pierwszy na wojskowych mistrzostwach świata w 1983 roku.